# 賈邁勒·塞傑提
賈邁勒·塞傑提（阿拉伯语：‎，1999年5月3日—）是阿爾及利亞男子中長跑田徑運動員，專攻800公尺項目。
2022年世界田徑錦標賽800公尺項目，塞傑提以1:44.14的成績，奪下銀牌。

## 個人最佳
室外
- 300公尺 – 34.51 (阿爾及爾，2021年3月27日)
- 600公尺] – 1:15.03 (貝賈亞，2022年3月4日)
- 800公尺 – 1:41.56 (巴黎，2024年7月7日)

室內
- 800公尺 – 1:46.28 (薩瓦德爾 (ESP)，2022年2月8日)